# Spindale
Spindale és una població dels Estats Units a l'estat de Carolina del Nord. Segons el cens del 2000 tenia 4.022 habitants.

## Demografia
Segons el cens del 2000, Spindale tenia 4.022 habitants, 1.662 habitatges i 1.065 famílies. La densitat de població era de 280,8 habitants per km².
Dels 1.662 habitatges en un 25,6% hi vivien nens de menys de 18 anys, en un 43,9% hi vivien parelles casades, en un 14,7% dones solteres, i en un 35,9% no eren unitats familiars. En el 33,3% dels habitatges hi vivien persones soles el 15,2% de les quals corresponia a persones de 65 anys o més que vivien soles. El nombre mitjà de persones vivint en cada habitatge era de 2,29 i el nombre mitjà de persones que vivien en cada família era de 2,87.
Per edats la població es repartia de la següent manera: un 22,2% tenia menys de 18 anys, un 8,2% entre 18 i 24, un 29,5% entre 25 i 44, un 22,5% de 45 a 60 i un 17,6% 65 anys o més.
L'edat mediana era de 38 anys. Per cada 100 dones de 18 o més anys hi havia 97 homes.
La renda mediana per habitatge era de 23.365 $ i la renda mediana per família de 33.583 $. Els homes tenien una renda mediana de 25.504 $ mentre que les dones 20.395 $. La renda per capita de la població era de 13.789 $. Entorn del 12,5% de les famílies i el 16,5% de la població estaven per davall del llindar de pobresa.

## Poblacions més properes
El següent diagrama mostra les poblacions més properes.